# Ana Moceyawa
Ana Buiqumu Pauline Moceyawa (ur. 2 listopada 1989 w Christchurch) – nowozelandzka zapaśniczka i judoczka. Zajęła szesnaste miejsce na mistrzostwach świata w 2019. Szósta na igrzyskach Wspólnoty Narodów w 2018. Brązowa medalistka mistrzostw Wspólnoty Narodów w 2017.
Triumfatorka mistrzostw Oceanii w zapasach, w 2016 i 2017; druga w 2019. Mistrzyni Oceanii w zapasach plażowych w 2016.
Trzykrotna medalistka mistrzostw Oceanii w judo, złoto w 2006 roku.